# РПУ-14
РПУ-14 (індекс ГРАУ — 8У38) — радянська причіпна реактивна пускова установка.

## Історія створення
У 1950-ті в ГСОКБ-43 було розпочато розробку причіпної реактивної пускової установки для стрільби реактивними снарядами РСЗВ М-14. 1956 року було завершено заводські випробування дослідних зразків. Два дослідні зразки були відправлені та пройшли полігонні випробування, що відбувалися із 3 травня до 7 червня 1957 року.

## Опис конструкції
Основним призначенням РПУ-14 було використання у повітрянодесантних військах. Реактивна пускова установка здатна десантуватися на спеціальній платформі парашутним способом. Конструкція лафета запозичена від 85-мм гармати Д-44. Станини трубчастого типу, при розведенні автоматично вимикається торсіонний механізм підресори. Нижній станок складається із сталевої напіввиливки, в якій розміщений механізм підресорювання та механізм горизонтування. На нижньому станку знаходиться верхній станок, в якому закріплений мінометний панорамний приціл МП-46М зі зварною люлькою. У люльці знаходиться пакет із 16-ма напрямними. Час переведення з похідного положення до бойового та назад становить 2 хвилини. Транспортування установки здійснювалося за допомогою ГАЗ-69, тягача підвищеної прохідності або у кузові вантажного автомобіля. У польових умовах на невеликі відстані установку може буксирувати бойовий розрахунок.

## Тактико-технічні характеристики
- Калібр: 140 мм
- Кількість напрямних: 16
- Вага: 0,98 т
- Довжина: 4,04 м
- Ширина: 1,8 м
- Висота: 1,6 м
- Розрахунок: 5 осіб

## Боєприпаси
Основним типом боєприпасів є реактивні осколково-фугасні снаряди М-14-ОФ та М-14Д. Заряджання установки відбувається вручну. Повний цикл заряджання складає 3 хвилини. Повний залп здійснюється за 8-10 секунд. Запуск ракет здійснюється з виносного пульта з укриття, на відстані від 50 до 80 метрів.
| Боєприпаси установки РПУ-14 |             |                    |                     |                  |                            |                                              |                            |
| Назва снаряду               | Індекс ГРАУ | Тип снаряду        | Довжина снаряду, мм | Маса снаряду, кг | Маса вибухової частини, кг | Дальність стрільби максимальна/мінімальна, м | Рік прийняття на озброєння |
| М-14-ОФ                     | ОФ-949      | осколково-фугасний | 1086                | 39,60            | 4,20                       | 9800 / 1000                                  | 1952                       |
| М-14Д                       | Д-949       | димовий            | 1051                | 40,28            | 0,33 + 3,6 (білий фосфор)  | 10060 / 1000                                 | 1955                       |

## Оператори
- Республіка Конго — деяка кількість на озброєнні Збройних сил Республіки Конго, станом на 2021 рік[4], постачався з СРСР під позначенням БМ-16.

Колишні оператори
- СРСР
- Північна Корея — 50 одиниць РПУ-14 поставлено з СРСР у період з 1960 по 1965 роки[5]

## Оцінка проєкту

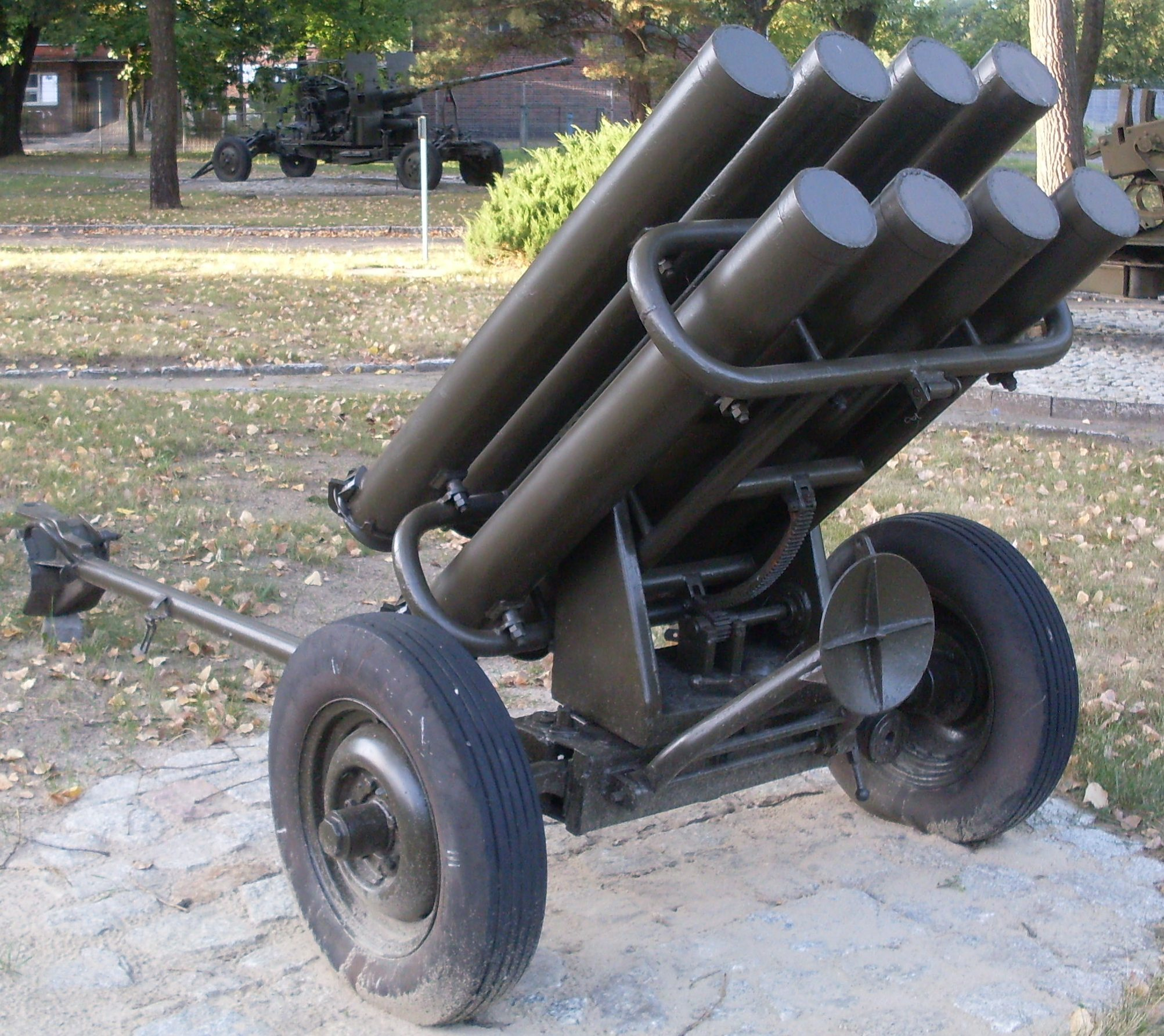
Польська реактивна пускова установка WP-8

Установка РПУ-14 вдало поєднує в собі відносно малі розміри та масу з високою вогневою міццю. Зарубіжними аналогами є польські установки WP-8 з меншою вдвічі кількістю напрямних, китайські 12-ствольні установки Тип 63 калібру 107 мм та югославські 32-ствольні M-63 Plamen калібру 128 мм. Незважаючи на деякі переваги, з 1967 року РПУ-14 у повітрянодесантних військах СРСР стали замінюватися на більш досконалу РСЗВ 9К54 «Град-В».